# Cruria darwiniensis
Cruria darwiniensis là một loài bướm đêm trong họ Noctuidae.